# آودیا ورشایویچ
 آودیا ورشایویچ (انگلیسی: Avdija Vršajević؛ زاده ۶ مارس ۱۹۸۶) یک بازیکن فوتبال اهل بوسنی و هرزگوین است.